# Peter Winder
Peter Winder (* 26. Mai 1896 in Wolfurt; † 4. März 1964 in Bürs) war ein österreichischer Politiker, Maschinist und Versicherungsoberinspektor. Er war von 1934 bis 1938 Abgeordneter zum Vorarlberger Landtag und von 1945 bis 1949 Bürgermeister der Gemeinde Bürs. 

## Ausbildung und Beruf
Winder absolvierte die fünfklassige Volksschule in Wolfurt und war ab 1910 als im Stickereigewerbe tätig. Er diente während des Ersten Weltkriegs von 1915 bis 1918 beim Tiroler Kaiserjägerregiment in Galizien und an der Südfront. Nach seiner Rückkehr aus dem Krieg war er ab 1919 wieder als Sticker tätig, wobei er zeitweise auch in der Schweiz arbeitete. 1923 wurde er Elektromaschinist bei der Firma Getzner, Mutter & Cie in Bludenz und war in der Folge  bis 1945 dort beruflich aktiv. 1945 trat er als hauptberuflicher Beamter in den Dienst der Wiener Wechselseitigen Versicherungsanstalt.

## Politik und Funktionen
Winder wurde 1934 als Standesvertreter des Berufsstandes Industrie und Bergbau vom Vorarlberger Landeshauptmann zum Mitglied des Ständischen Landtags berufen. Er gehörte in der Folge während der Zeit des Ständestaates bzw. des Austrofaschismus vom 14. November 1934 bis zum Anschluss Österreichs am 12. März 1938 dem Landtag an und war im Sitzungsjahr 1934/35 Mitglied im Volkswirtschaftlichen Ausschuss. Er trat 1942 der österreichischen Widerstandsbewegung bei und fungierte 1945 bis zur Auflösung als Orts- und Bezirksobmann. Nach dem Zweiten Weltkrieg übernahm Winder von 1945 bis 1949 auch das Amt des Bürgermeisters von Bürs.
Winder bzw. Vorstandsmitglied der Kreiskrankenkasse Bludenz, wobei er nach deren Zusammenschluss zur Vorarlberger Gebietskrankenkasse von 1936 bis 1938 deren Vorstand angehörte. Er war des Weiteren Mitglied der Christlichen Gewerkschaft sowie Landesobmannstellvertreter der Metall- und Elektroindustrie und 24 Jahre Mitglied der Harmoniemusik Bürs.

## Privates
Peter Winder wurde als Sohn des Maschinisten Josef Anton Winder (1867–1916) und dessen Gattin Maria Anna Bär (1867–1943) geboren. Er heiratete am 17. Oktober 1921 in Bürs Maria Kreszentia Steu (1893–1969), wobei der Ehe keine Kinder entsprangen.